# Pantukan, Davao de Oro

Bản đồ của Compostela Valley với vị trí của Pantukan

Pantukan là một đô thị hạng 1 ở tỉnh Compostela Valley, Philippines. Theo điều tra dân số năm 2000, đô thị này có dân số 61.801 người trong 13.311 hộ.

## Các đơn vị hành chính
Pantukan được chia thành 13 barangay.
- Bongabong
- Bongbong
- P. Fuentes
- Kingking (Pob.)
- Magnaga
- Matiao
- Napnapan
- Tagdangua
- Tambongon
- Tibagon
- Las Arenas
- Araibo
- Tagugpo